# Медаль «За долголетнюю супружескую жизнь»
Медаль «За долголетнюю супружескую жизнь» — медаль Польской Народной Республики.

## История
Медаль «За долголетнюю супружескую жизнь» учреждена в соответствии с Актом Сейма ПНР от 17 февраля 1960 года.
Медалью награждались супруги, прожившие в браке пятьдесят лет и воспитавшие, по крайней мере, одного ребёнка (своего или приёмного).
Медаль, по мнению некоторых исследователей, вручалась супруге.
До учреждения медали «За долголетнюю супружескую жизнь» производилось награждение Крестом Заслуги. В зависимости от числа рождённых (приёмных) и воспитанных детей награждение производилось золотым, серебряным или бронзовым Крестом Заслуги.
Медаль «За долголетнюю супружескую жизнь» носилась на левой стороне груди после медали «За самоотверженность и отвагу».

### Описание знака
Медаль изготавливалась из оксидированного серебра, в виде шестиконечной звезды с прямоугольными в плане лучами. Пространство между лучами звезды заполнено украшением в виде расходящихся от центра цветочных лепестков.
На лицевой стороне медали в центральной её части помещен круглый медальон, покрытый эмалью красного цвета. В центре медальона изображены две перекрещенные розы, выполненные из серебра. Медальон обрамлен узким кантиком. Поверхность лицевой стороны медали и изображения на ней гладкие рельефные.
На оборотной стороне медали в центре три буквы: «PRL». По кругу надпись: «ZA DŁUGOLETNIE POŻYCIE MAŁŻEŃSKIE». Между первым и последним словом — маленький ромбик. Поверхность оборотной стороны медали гладкая. Надписи выпуклые.
Диаметр медали 35 мм, диаметр медальона 15 мм.
В верхней части медали имеется ушко с кольцом, с помощью которого она крепится к ленте.

### Лента
Лента медали шёлковая муаровая розового цвета с продольной полосой белого цвета посредине. Ширина ленты 35 мм, ширина белой полосы 4 мм.